# Resolució 2k
La resolució 2K és un terme genèric per a dispositius de visualització o contingut amb una resolució horitzontal d'aproximadament 2.000 píxels. Digital Cinema Initiatives (DCI) defineix l'estàndard de resolució 2K com 2048 × 1080.
En la indústria de projecció de pel·lícules, Digital Cinema Initiatives és l'estàndard dominant per a la producció de 2K.

## Resolucions
| Format                        | Resolució   | Relació d'aspecte       | Pixels    |
| ----------------------------- | ----------- | ----------------------- | --------- |
| DCI 2K (Resolució Nativa)     | 2048 × 1080 | 1.90:1 (256:135, ~17:9) | 2,211,840 |
| DCI 2K (Pla retallat)         | 1998 × 1080 | 1.85:1                  | 2,157,840 |
| DCI 2K (CinemaScope retallat) | 2048 × 858  | 2.39:1                  | 1,755,136 |

## Comparació amb 1080p
De vegades, el 1080p (Full HD o FHD) s'ha inclòs en la definició de resolució 2K. Encara que es podria considerar que 1920x1080 tenia una resolució horitzontal d'aproximadament 2.000 píxels, la majoria de mitjans, inclosos els continguts web i llibres sobre producció de video, referències i definicions de cinema, defineixen les resolucions de 1080p i 2K com a definicions separades, per tant no podem considerar que siguin iguals.
Tot i que 1080p té la mateixa resolució vertical que les resolucions DCI 2K (1080 píxels), té una resolució horitzontal més petita per sota del rang de formats de resolució 2K.
Segons el material de referència oficial, el DCI i els estàndards de la indústria no reconeixen oficialment 1080p com una resolució de 2K en literatura sobre resolució 2K i 4K.